# Jezioro Dołhe
Jezioro Dołhe (biał. возера Доўгае, woziera Douhaje, ros. озеро Долгое, oziero Dołgoje) – jezioro na Białorusi, w obwodzie witebskim, w rejonie głębockim, w dorzeczu wypływającej z niego rzeki Szoszy, 32 km na wschód od miasta Głębokie. Jest to najgłębsze jezioro Białorusi (do 53,7 m). Ze względu na wysoki stopień czystości wody i rekordową głębokość zbiornik nazywany jest „białoruskim Bajkałem”.

## Opis
Jezioro znajduje się 32 km na północny wschód od Głębokiego. W pobliżu jeziora znajdują się wsie Dołhe, Ziabki, Zaaziornaja.
Powierzchnia jeziora to 2,19 km², długość około 7 km, największa szerokość to 0,7 km, średnia to 0,4 km. Największa głębokość sięga 53,7 m, średnia 16,6 m. Objętość wody wynosi 43,17 mln m³, powierzchnia zlewni to 30,4 km².
Niecka jeziora jest typu rynnowego, silnie wydłużona z północnego zachodu na południowy wschód. Zbocza basenu wahają się od 10 metrów na północnym zachodzie i południowym wschodzie, do 25–30 metrów w pozostałej części. Zbocza są strome, gliniaste. Linia brzegowa jeziora jest kręta, długa na 14,9 km. Brzegi łączą się ze zboczami basenu. Podwodna część basenu ma strome zbocza. Właściwa strefa jest wąska. Dno jeziora od głębokości 3 m ma kształt rynny. Na środku jeziora znajduje się kilka głębokich zagłębień. Strefa płytkiej wody jest piaszczysta i piaszczysto-kamienista, miejscami z głazami. W części głębinowej dno jest muliste, w zatokach pokryte sapropelem.
Jezioro Dołhe to mezotroficzne, wolno płynące jezioro. Na północy i północnym zachodzie do jeziora wpadają strumienie z jezior Świadowo i Psuja, a na południu wypływa strumień do jeziora Szo. Jezioro jest słabo zarośnięte. Roślinność nadwodna rozciąga się na odległość do 25 metrów od brzegu, miejscami jej nie ma. Roślinność podwodna rozciąga się do głębokości 5–7 metrów.
W jeziorze występuje leszcz, szczupak, okoń, płoć, miętus, lin, leszcz i inne gatunki ryb. Odnotowano relikt epoki lodowej – skorupiaki Limnocalanus macrurus i Pallassiola quadrispinosa. Na jeziorze i jego okolicach w 1979 r. utworzono rezerwat hydrologiczny „Dołhe ” o powierzchni  644 ha.
4 lipca 1920 r. nad jeziorem doszło do bitwy pomiędzy wojskami polskimi a Armią Czerwoną.

## Ochrona przyrody
Od 1979 jezioro i otaczający go teren znajdują się pod ochroną w ramach Rezerwatu Hydrologicznego Dołhe.